# Soma Bringer
Soma Bringer (ソーマブリンガー) es un videojuego de rol desarrollado por Monolith Soft y distribuido por Nintendo para Nintendo DS. Llegó al mercado el 28 de febrero de 2008 en Japón, mientras que todavía no se ha dicho nada sobre si llegará a otros mercados.

## Juego
El jugador maneja a un pequeño grupo compuesto por varios personajes. Los combates contra los enemigos son en tiempo real y se desarrollan en la misma ruta de exploración (un sistema de combate similar al visto en Secret of Mana, aunque en esta ocasión los ataques mágicos son también en tiempo real).

### Clases
A lo largo del juego se van mostrando varias clases a las que pertenecen los personajes principales entre otras, las cuales son:
- Battlers: Esta clase tiene los mejores HP y su especialidad son los combates cuerpo a cuerpo.
- Koas(corps): Es una clase con los valores de ataque y defensa equilibrados, utilizando la magia como apoyo.
- Darks: Esta clase hace uso de las artes oscuras y no le importa sacrificar HP para infligir un daño adicional.
- Gunners: Esta clase se centra en los combates a cierta distancia y en la situación, confiando en las trampas y habilidades de supervivencia.
- Kanbus: Esta clase está compuesta por combatientes cuerpo a cuerpo que prefieren usar combos y habilidades de asesinato.
- Somas: Esta es una clase de magos que utiliza principalmente hechizos con objetivo de las debilidades elementales.

### Armas especiales
Cada clase tiene sus limitaciones en cuanto a equipamiento de armas se refiere. Al comienzo del juego, la elección de especialidad de armas que se elija para comenzar determinará la clase a la que pertenece. Cada especialidad de armas tiene sus propias habilidades que pueden llegar a aprenderse a lo largo del juego. 
Cada uno de los personajes se divide en rangos, y una vez que se alcance determinada categoría en cada clase, el personaje será capaz de aprender las habilidades de su rango de especialidades de armas a disposición de esa clase. A medida que el nivel de los personajes va creciendo, éstos se verán beneficiados con AP ("Ability Points" o "Puntos de Habilidad"), que podrán ser usados para aprender y mejorar las habilidades disponibles.
Solo se necesita 1 PA para aprender una habilidad, pero se requerirán más puntos si se quiere mejorar la habilidad para hacerla más eficaz. Cada habilidad puede alcanzar un máximo de nivel 20. 

### Puntos de personaje
Además de conseguir AP's con cada nivel adquirido, también es posible conseguir CP ("Character Points" o "Puntos de Personaje"), los cuales pueden ser usados para mejorar las estadísticas base del personaje. Estas estadísticas base determinan la fuerza física y los ataques mágicos, así como también el máximo de HP/SP y el poder defensivo. Las estadísticas que pueden ser impulsadas son Strength (Fortaleza), Magic (Magia), Health (Salud) and Skillfulness (Habilidad). El máximo que las estadísticas pueden alcanzar son de 255.

### Sistema de combate
La lucha en Soma Bringer está destinada a ser simple de ejecutar y al mismo tiempo extremadamente personalizable y estratégica para el jugador. Es posible asignar una acción a cada uno de los cuatro botones de la Nintendo DS (X, Y, A, B). 
Las acciones asignadas a cada uno de los botones pueden ser un ataque normal, un ataque de habilidad, un hechizo y otras acciones que no infligen daño al enemigo. Simplemente con presionar uno de los botones, la acción asignada al botón será ejecutada. 
Hasta cinco acciones pueden ser personalizadas, pudiendo el jugador cambiar entre las cinco utilizando el botón R, aunque se evitarán las acciones que no hayan sido asignadas. Los objetos también pueden ser asignados a los cuatro botones, pudiendo alternar entre el modo batalla y el modo de objetos pulsando el botón L. El botón «Select» permite alternar entre cinco diferentes modos de zum de la cámara, mientras que el botón «Start» permite acceder al menú del juego. Si bien se puede presentar el menú para cambiar las acciones en cualquier momento, el juego no se pausa cuando se accede a él, por lo que no es prudente abrir el menú mientras se está desarrollando un combate.

### Estado debreak
Cuando se consiguen realizar combos y ataques consecutivos sobre un único enemigo, una marca de exclamación ("!") aparece sobre el enemigo. Si se continúa golpeando al enemigo en este estado la marca de exclamación pasa a ser doble ("!!"). Por último, si son 3 las marcas de exclamación ("!!!"), el enemigo se encontrará en un estado de break. Cualquier ataque sobre un enemigo en estado de break se traduce como una gran cantidad de daño extra infligido sobre el enemigo en cuestión. Ciertas formas de ataque y el tiempo en realizar los combos pueden hacer que un enemigo entre en estado de break de forma más efectiva.

## Trama

### Historia
En un mundo donde una mágica energía conocida como "Soma" impulsa la tecnología y diariamente vive entre todos sus habitantes, hay un enorme continente llamado Barnea. 
En los últimos años, el equilibrio natural de Soma se ha visto perturbado por la llegada de unos misteriosos seres llamados «Visitantes». Para investigar estos sucesos, Secundadeians, una organización que regula Soma en el mundo, crea una división militar para hacer frente a estos «Visitantes». La historia sigue a los siete miembros de la 7ª División de Pharzuph. Lo que ellos descubren en una de sus misiones determinará el destino del mundo...

### Personajes
- Welt: Es el miembro más reciente de la 7ª División. Fue seleccionado para la unidad de combate de élite debido a su entusiasmo. También es cariñoso y tiene un fuerte sentido de la responsabilidad.
- Idea: Es una misteriosa niña bajo la responsabilidad de la 7ª División. Fue encontrada en una gran vaina sin recuerdos de su pasado salvo su propio nombre.
- Einsatz: Es el oficial al mando de la 7ª División, con el rango de capitán. Tiene un temperamento tranquilo y es un flexible líder que no está vinculado con las normas y reglamentos. Es extremadamente popular entre sus subordinados.
- Jadis: Es el vicecomandante de la 7ª División. Su personalidad es completamente opuesta a su gran físico y siempre está haciendo reír a sus subordinados, pero cuando se trata de crisis está siempre en el frente junto al oficial superior.
- Millers: Su especialidad son las artes marciales. Es una chica acogedora que piensa en sus compañeros. Siempre se fija en Welt al ser este un nuevo miembro de la División.
- Cadenza: Él es tranquilo y discreto, pero también está muy alerta. Es el protector de Welt y de Idea, mientras que siempre hace de mediador en las disputas entre Millers y Forte.
- Granada: Ella es de tipo silencioso que no muestra sus sentimientos abiertamente. Tiene un don para el "origami" y ha sido vista como una posible candidata para el papel de comandante.
- Forte: Tiene una personalidad alegre y generalmente hace lo posible por dar ánimo al equipo. Ella tiene una conexión natural con el flujo de energía Soma y también está al cargo del equipamiento. Cuando está con Millers, siempre encuentran la manera de poner en marcha un proyecto.

### Actos
El juego contiene un prólogo y diversos actos que se distribuyen de la siguiente manera:
- Prólogo – Soma Forest
- Acto 1 – Meadows/Ruins
- Acto 2 – City
- Acto 3 - Desert
- Acto 4 – Snowy Plains
- Acto 5 – Lava Plains
- Acto 6 – Sky Jungle/Beaches
- Acto de Bonus – Soma Tree (se muestra tras el Acto 3 y está disponible después el Acto 4)
- Acto Extra 1 – Espiral Wind Cave (エスピラル風穴)
- Acto Extra 2 – Mermand Cove (マーメイド コーヴ)
- Acto Extra 3 – Winnipeg Mountain (ウィネペグ山)